# Alien: Earth
Alien: Earth är en amerikansk skräck- och thrillerserie som hade svensk premiär den 13 augusti 2025 på Disney+. Serien, som består av åtta avsnitt, är skapad av Noah Hawley. Serien är baserad på filmerna om Alien.

## Handling
Serien utspelar sig cirka 30 är före den första filmen om Alien. När ett mystiskt rymdskepp kraschlandar på jorden, gör en ung kvinna och en grupp soldater en upptäckt som ställer dem öga mot öga med planetens största hot.

## Rollista (i urval)
| Sydney Chandler  | – Wendy         |
| Timothy Olyphant | – Kirsh         |
| Alex Lawther     | – CJ, a soldier |
| Essie Davis      | – Dame Silvi    |
| Adarsh Gourav    | – Slightly      |
| Kit Young        | – Tootles       |
| David Rysdahl    |                 |
| Erana James      |                 |
| Lily Newmark     |                 |
| Adrian Edmondson |                 |